# Blackadder: Back & Forth
Blackadder: Back & Forth este un film scurt din 1999 bazat pe serialul de comedie Blackadder (care parodiază istoria), care a fost realizat de BBC și marchează sfârșitul seriei Blackadder. El a fost comandat special pentru vizionarea la nou-înființatul cinematograf "SkyScape", construit la sud-est de Domul Mileniului pe peninsula Greenwich din South London.
Filmul îl urmărește pe Lordul Edmund Blackadder și pe servitorul său cel idiot, Baldrick, într-o călătorie în timp care aduce personajele în contact cu mai multe figuri semnificative ale istoriei Marii Britanii. Într-un interviu din 1999, Richard Curtis l-a descris ca "un periplu ireverențios prin istoria Marii Britanii - o poveste a unei călătorii în timp cu oameni care sunt în totalitate bădărani sau proști." Rowan Atkinson și Tony Robinson și-au reluat rolurile ca personaje principale ale seriei - Blackadder și, respectiv, Baldrick.
Într-un interviu, Atkinson a admis că "aducerea lui Blackadder pe marele ecran a fost întotdeauna o ambiție."  Alături de Atkinson și Robinson se află alți membri ai distribuției din ultimele trei serii, Stephen Fry, Hugh Laurie, Tim McInnerny și Miranda Richardson.

## Producție
Blackadder: Back & Forth a fost produs la aproape 10 ani de la turnarea episodului final al serialului de televiziune Blackadder, dar a reunit aproape întreaga distribuție și a scenariștilor seriilor 2-4 ale programului de televiziune, cu excepție producătorului seriei originale, John Lloyd. Dat fiind bugetul său mărit, acesta este singurul episod Blackadder care a fost turnat în întregime ca film și fără bandă cu râsete, deși una a fost adăugată la proiecția BBC din 2002. De asemenea, este singurul Blackadder care a fost filmat pentru ecran lat; 2.20:1 raport de aspect pentru vizionarea la cinema și 16:9 (1.77:1) pentru vizionarea la DVD și la televiziune.
Filmul a fost cofinanțat de către postul de televiziune Sky Television și BBC, cu sponsorizare de la - printre alții - Tesco PLC, cu Blackadder încercând să-și vândă cardul de fidelitate lui Queenie. 

## Subiect
Filmul începe la Blackadder Hall unde actualul Lord Blackadder (Rowan Atkinson) își distrează oaspeții în ajunul Anului Nou, 1999. Ca o înșelătorie, Blackadder îi informează pe aceștia că a inventat o mașină a timpului și pariază 30.000 £ că le poate aduce înapoi orice lucru solicită aceștia. Oaspeții săi - arhiepiscopul Melchett (Stephen Fry), arhidiaconul Kevin Darling (Tim McInnerny), locotenentul George (Hugh Laurie) și Lady Elizabeth (Miranda Richardson) - anunță că, dacă Blackadder vrea să câștige, el trebuie să aducă înapoi un coif al unui centurion roman, cizmele ducelui de Wellington și o pereche de izmene urât mirositoare veche de 200 de ani. Blackadder intenționează să-și înșele oaspeții prin aducerea acelor produse din depozitul său personal. Cu toate acestea, el este uimit să descopere că mașina timpului, construită de Baldrick (Tony Robinson), după planurile lui Leonardo da Vinci, funcționează.
Blackadder și Baldrick aterizează mai întâi în cretacic, unde sunt atacați de un tiranozaur masiv. Baldrick își folosește izmenele pentru a-l doborâ pe dinozaur, care le miroase și apoi cade mort. Lordul Blackadder constată: "Fascinant! Unul dintre marile mistere ale istoriei rezolvat. Dinozaurii au fost, de fapt, exterminați de izmenele tale!". Atunci când încearcă să reseteze cadranele pentru a reveni în prezent, Baldrick arată că acest lucru este imposibil deoarece el nu și-a notat datele de pe ele.
După configurarea cadranele după instinct, Blackadder și Baldrick revin înapoi la Blackadder Hall la curtea reginei Elisabeta I, cu Nursie (Patsy Byrne) și Lord Melchett de-o parte și de alta a sa. Regina, confundându-l cu strămoșul său, lordul Blackadder, decide să-i taie capul, cu excepția cazului în el are un cadou pentru ea. Blackadder îi oferă mai întâi un card de fidelitate de la supermarket, la care regina țipă: "Omorâți-l!" El îi oferă apoi o bomboană mentolată Polo, pe care regina o proclamă a fi "cel mai gustos lucru din istoria lumii". Ea îl răsplătește dăruindu-i coroana ei, apoi îi poruncește să se ducă să-i mai aducă alte bomboane mentolate altfel îi va zdrobi capul.
Pe drumul spre mașină, Blackadder se ciocnește literalmente cu William Shakespeare (Colin Firth). După primirea autografului dramaturgului, Blackadder îl dă un pumn în față, remarcând: "Aceasta este pentru fiecare elev și elevă din următorii 400 ani!" Blackadder îi spune lui Shakespeare că piesele sale, care vor cauza suferințe de neimaginat pentru generațiile de tineri, nu sunt altceva decât oameni "în colanți stupizi... spunând replici de doi lei", apoi îi dă un șut ca răzbunare pentru filmul Hamlet al lui Kenneth Branagh, cu o lungime de patru ore. Uimit, Shakespeare întreabă: "Cine e Ken Branagh?" Blackadder îi replică grăbit: "Îi voi spune că ai zis asta și cred că îl va durea foarte mult!"
Apoi, Blackadder se întoarce la mașină și încearcă să-și amintească cum erau setate manetele. El trage de manete și este bucuros până când mașina îl duce în mijlocul unei bătălii spațiale. Blackadder realizează rapid că au fost duși prea departe în timp și resetează din nou cadranele mașinii. După asta, Blackadder și Baldrick aterizează în Pădurea Sherwood și sunt capturați de Robin Hood (Rik Mayall). Cu toate acestea, Robin este îngrozit atunci când Blackadder începe să îi critice stilul de viață. Blackadder le reamintește haiducilor că  vor fi uciși dacă sunt prinși, că trăiesc în mizerie totală fără nicio toaletă, dar le dau tot ceea ce fură celor săraci, care nu fac nimic, ci "stau în fund" așteptând următoarea tranșă de bani. Înfuriat, "oamenii veseli" trag cu săgețile în Robin, ucigându-l. Apoi, Maid Marian (Kate Moss), fiind "săgetată" de "chipeșul" Blackadder, întreține relații sexuale cu el. Înainte de a pleca, Blackadder ia pălăria lui Robin ca trofeu.
O nouă tentativă de a reconfigura cadranele mașinii timpului îi duce pe cei doi la Bătălia de la Waterloo, iar mașina aterizează pe Ducele de Wellington (Fry), zdrobindu-l, chiar înainte de începerea luptei. Blackadder iese din mașină doar cât să-i fure cizmele ducelui pentru a câștiga pariul.
O ultimă încercare pentru a seta cadranele îi duce la Zidul lui Hadrian din Britania Romană. În mod curios, zidul este păzit de un centurion strămoș al lui Blackadder, cu un legionar Baldrick din epoca romană ca scutier. După ce a furat casca strămoșului său, Blackadder și Baldrick scapă chiar înainte de a fi atacați de o hoardă de scoțieni cu fața pictată în albastru, în stil Braveheart.
Înapoi în mașina timpului, Blackadder devine din ce în ce mai descurajat că se va întoarce vreodată acasă, dar Baldrick vine cu "un plan viclean". Baldrick menționează că oamenilor pe moarte li se scurge filmul vieții prin fața ochilor și că, dacă Blackadder va fi pe cale să se înece, el și-ar putea aminti modul în care au fost setate inițial cadranele. Blackadder este de acord cu aceasta, dar în schimb aproape că-l îneacă pe Baldrick în toaleta din mașina timpului. Pe măsură ce viața lui Baldrick i se scurge prin fața ochilor, el își amintește cum erau setate cadranele pentru a se întoarce acasă.
Reveniți în 1999, oaspeții sunt foarte impresionați de trofeele lui, dar din cauza interferențelor lui Blackadder în istorie, nu s-a auzit deloc de Robin Hood, William Shakespeare s-a oprit din scrierea pieselor de teatru și a devenit cunoscut în schimb ca inventator al pixului cu bilă, iar Marea Britanie a fost condusă de francezi timp de 200 ani în urma victoriei lui Napoleon Bonaparte la Waterloo. Îngrozit de vederea unei budinci tradiționale cu usturoi și a arhidiaconului Darling purtând hamleți și papuci de balet, Blackadder urcă înapoi în mașina timpului, strigând: "Trebuie să salvăm Marea Britanie!"
Acest lucru este realizat prin încurajarea lui Shakespeare, măgulirea lui Robin Hood și prin prevenirea morții Ducelui de Wellington. Ei se întorc acasă pentru a colecta câștigurile lui Blackadder de la cei care pariaseră că nu poate călători în timp. După comentariile lui Melchett despre ce prăpăd ar putea genera o persoană fără scrupule cu o mașină a timpului, Blackadder devine atent. El le spune prietenilor săi să meargă la etaj și să privească festivitățile de Anul Nou la televizor, asigurându-i că va reveni în curând. 
Cei patru invitați stau în fața televizorului pentru a viziona sosirea  la Domul Mileniului a familiei regale și a prim-ministrului Regatului Unit al Marii Britanii. Blackadder - acum Regele Edmund al III-lea - coboară dintr-o limuzină și se alătură prim-ministrului Baldrick. Regele este căsătorit cu frumoasa Marian din Sherwood (Kate Moss). Corespondentul BBC Jennie Bond vorbește despre cota de popularitate a regelui de 98%, succesul cabinetului Baldrick și dizolvarea Parlamentului britanic în urmă cu doi ani. Filmul se încheie cu Blackadderii triumfând în cele din urmă, urmașul lor devenind conducătorul Marii Britanii.

## Inadvertențe istorice
În film, după întâlnirea cu regina Elisabeta I, Blackadder iese în grabă din sala tronului și se ciocnește cu William Shakespeare, care aduce manuscrisul piesei Macbeth pentru a-l prezenta Majestății Sale. Din punct de vedere istoric, Macbeth a fost scris de fapt pentru succesorul Elisabetei I, regele James I, care era de fapt un monarh scoțian, și un autoproclamat "expert în vrăjitorie" (ambele elemente joacă un rol proeminent în piesă). Cu toate acestea, apariția lui Macbeth ar putea să fi fost intenționată, piese fiind menționată de două ori în seriile anterioare ale Blackadder (În episodul "The Foretelling" al seriei The Black Adder, după ce prințul Edmund pleacă în urmărirea lui Henry Tudor pentru a-l recaptura, el întâlnește trei vrăjitoare care îl confundă cu Tudor și îi proorocesc că va fi rege. În episodul "Sense and Senility" al seriei Blackadder the Third, Blackadder torturează doi actori cu superstiția Macbeth prin rostirea repetată în fața lor a numelui "Macbeth".)

## Distribuție
Distribuția a reunit majoritatea actorilor obișnuiți ale seriilor 2 - 4 ale serialului de televiziune, care au interpretat fiecare o varietate de roluri, într-un mod similar cu cel din Blackadder's Christmas Carol. De asemenea, au participat și alți actori și celebrități britanice.
- Rowan Atkinson - Lord Blackadder, Regele Edmund al III-lea și centurionul Blaccadius
- Tony Robinson - Baldrick, prim-ministrul și legionarul Baldricus
- Stephen Fry - Flavius Melchett, generalul Melchius, Lord Melchett și Ducele de Wellington
- Hugh Laurie - Maiorul George și Consulul Georgius
- Tim McInnerny - Arhidiaconul Darling, Ducele de Darling și Duc de Darling
- Miranda Richardson - Lady Elizabeth și Regina Elisabeta I
- Patsy Byrne - Nursie
- Rik Mayall - Robin Hood
- Kate Moss - Maid Marian
- Colin Firth - William Shakespeare
- Simon Russell Beale - Napoleon
- Jennie Bond - reporter regal

## Disputa cu privire la drepturile de difuzare
În 1999, înainte de premiera filmului Back & Forth la Domul Mileniului, a izbucnit o dispută între televiziune Sky și BBC cu privire la dreptul de difuzare a filmului după anul 2000. Televiziunea Sky a afirmat că a plătit 4 milioane £ pentru drepturile exclusive, în timp ce BBC a susținut că era absurd ca postul de televiziune de la care provine programul să nu-l difuzeze și că "starurile au convenit să-l facă pe baza faptului că va fi la BBC One." Filmul a fost prezentat la cinematograful SkyScape de opt ori pe zi pe tot parcursul anului 2000, după care a fost difuzat la televiziune, mai întâi la Sky în 2001  și apoi la BBC One în Duminica Paștelui din 2002.

## Rating, premii și lansare pe DVD
Datorită audienței destinate a filmului destinat (evaluată mai degrabă la publicul general decât la publicul de peste 15 ani), o serie de scene au fost tăiate din varianta finală. Unele dintre acestea au fost prezentate ulterior într-un documentar "making of" numit Baldrick's Video Diary, realizat pentru a însoți lansarea DVD-ului, care a inclus, de asemenea, episodul special Blackadder: The Cavalier Years. Toate aceste materiale, împreună cu Blackadder's Christmas Carol, au fost incluse mai târziu pe discul 5 al colecției de DVD-uri Blackadder Remastered: The Ultimate Edition. DVD-ul lansat include și banda cu râsete.
Filmul a fost nominalizat la categoria "cea mai bună comedie de situații" la Premiile Academiei Britanice de Televiziune din 2001. 